# 萨沙·伦斯
萨沙·伦斯（德語：Sascha Lense；1975年10月5日—）是一名德国足球教练和退役球员 。
90年代的时候他曾德乙联赛出场近100次。2021年12月7日，伦斯被曼联临时主帅拉尔夫·朗尼克聘为运动心理学家。